# Власиње (Јајце)
Власиње је насељено мјесто у Босни и Херцеговини, у општини Јајце, које административно припада Федерацији Босне и Херцеговине. Према попису становништва из 2013. у насељу је живјело 845 становника.

## Историја
Прије рата 1992. године насеље је било у саставу општине Мркоњић Град. Већи дио овог мјеста је након Дејтонског споразума ушло у састав општине Јајце, Федерација Босне и Херцеговине, док је мањи дио остао у саставу општине Мркоњић Град, у Републици Српској.

## Становништво
| Националност       | 1991.        | 1981.        | 1971.        |
| Муслимани          | 975 (86,05%) | 835 (84,51%) | 619 (79,35%) |
| Хрвати             | 149 (13,15%) | 148 (14,97%) | 152 (19,48%) |
| Срби               | 1 (0,08%)    | 2 (0,20%)    | 9 (1,15%)    |
| Југословени        | 2 (0,17%)    | 1 (0,10%)    | 0            |
| остали и непознато | 6 (0,52%)    | 2 (0,20%)    | 0            |
| Укупно             | 1.133        | 988          | 780          |

| Демографија | Демографија | Демографија |
| Година      | Становника  | Становника  |
| ----------- | ----------- | ----------- |
| 1948.       | 561         |             |
| 1953.       | 588         |             |
| 1961.       | 630         |             |
| 1971.       | 780         |             |
| 1981.       | 988         |             |
| 1991.       | 1.133       |             |
| 2013.       | 845         |             |